# Verșești (okręg Bacău)
Verșești – wieś w Rumunii, w okręgu Bacău, w gminie Sănduleni. W 2011 roku liczyła 764 mieszkańców.